# Sylvie Le Noach
Sylvie Le Noach, née le 2 juillet 1955, est une nageuse française licenciée au club des Enfants de Neptune de Tours.
Elle est membre de l'équipe de France aux Jeux olympiques d'été de 1972 et de 1976.
Elle est membre du relais 4 × 100 mètres nage libre médaillé de bronze aux championnats d'Europe de 1974 en Autriche.
Elle est championne de France de natation sur 100 mètres dos aux hivers 1971, 1974 et 1975 et aux étés 1972, 1973, 1974 et 1975, sur 200 mètres dos  aux hivers 1972, 1973, 1974, 1975 et 1976 et aux étés 1972, 1973, 1974 et 1975 et sur 800 mètres nage libre à l'été 1973.
Sylvie Le Noach devient ensuite professeur d'éducation physique, puis conseillère technique nationale de la Fédération française de natation [2].
Elle est la mère de la nageuse Alicia Bozon, qu'elle a eu avec le nageur Gilbert Bozon.